# Бабаян, Эдуард Арменакович
Эдуа́рд Армена́кович Бабая́н (арм. Էդուարդ Արմենակի Բաբայան, 31 августа 1920 — 12 мая 2009) — советский и российский врач, один из ведущих наркологов России, специалист по проблемам наркотиков и наркомании. Председатель Постоянного комитета по контролю наркотиков (ПККН) при Министерстве здравоохранения РФ (более 40 лет), профессор, доктор медицинских наук (1990), заслуженный врач Российской Федерации. Руководитель бюро Государственного научного центра социальной и судебной психиатрии им. Сербского.
Академик общественной организации «МАИ». Скончался в Москве, урна с прахом находится в колумбарии Ваганьковского кладбища города Москвы.

## Биография
Э. А. Бабаян родился в 1920 году. По национальности — армянин. В 1941 году окончил 2-й Московский государственный медицинский институт им. Н. И. Пирогова, в 1953—1986 гг. работал на различных должностях в Управлении по внедрению новых лекарственных средств и медицинской техники Министерства здравоохранения СССР.
С 1964 по 1993 годы был руководителем российской делегации в Комиссии по наркотическим средствам Экономического и социального совета ООН (ЭКОСОС), а также дважды (в 1977 и 1990 годы) Председателем Комиссии. С 1995 по 2004 год был вице-президентом Международного комитета по контролю над наркотиками ООН и членом Международного комитета по контролю над наркотиками при ООН (МККН, англ. International Narcotics Control Board). В 2005 году главный научный сотрудник по вопросам исследовательской деятельности НИИ социальной и судебной психиатрии (Москва). Почетный заместитель председателя Международного совета по проблемам алкоголизма и наркомании.
Ветеран Великой Отечественной войны. Воевал в 15-й Краснознаменной Винницкой ордена Богдана Хмельницкого штурмовой инженерно-саперной бригаде. Войну окончил в звании майора. Награждён 6 орденами и медалью «За боевые заслуги», а также десятками международных наград за вклад в развитие медицинской науки.
Автор свыше 200 научных работ по вопросам контроля наркотиков, которые переведены на многие языки мира, имел 3 авторских свидетельства на изобретения, автор и соавтор переиздававшихся учебных пособий для медицинских институтов и училищ, руководства для врачей, монографий, 3-томного издания альбомов посвящённого творчеству душевнобольных.
Лауреат международной премии Э. Браунинга за ценный вклад в развитие системы контроля над наркотическими средствами; лауреат премии Скрябина за вклад в развитие биологии и медицинской науки; лауреат премии Семашко за лучшую публикацию по вопросам управления в области здравоохранения.
любой человек, задержанный с наркотиками милицией, является наркоманомд.м.н. профессор Эдуард Арменакович Бабаян

## Критика
По оценке Р. ван Ворена, генерального секретаря общественной организации «Глобальная инициатива в психиатрии», Э. А. Бабаян был одним из апологетов советских злоупотреблений психиатрией в политических целях.
Э. А. Бабаян был ярым сторонником карательной наркополитики и противником любых мер помощи наркозависимым, в том числе заместительной терапии и мер профилактики ВИЧ.

## Список публикаций
- Бабаян Э. Я., Морозов Г. В., Морковкин В. М., Смулевич А. Б. Изобразительный язык больных шизофренией. — Базель, Sandoz LTD, 1982—1984. — в 3 т.